# Böhmisch Brauhaus Großröhrsdorf
 (mars 2021).
Si vous disposez d'ouvrages ou d'articles de référence ou si vous connaissez des sites web de qualité traitant du thème abordé ici, merci de compléter l'article en donnant les références utiles à sa vérifiabilité et en les liant à la section « Notes et références ».
La Böhmisch Brauhaus Großröhrsdorf est une brasserie à Großröhrsdorf, dans le Land de Saxe.

## Histoire
La brasserie ouvre en 1887. La famille entrepreneuriale de Grossröhrsdorf, Großmann, finance la construction. Le premier locataire de la brasserie est Albin Nestler. Après avoir brassé environ 14 000 hectolitres de bière par an jusqu'au début de la Première Guerre mondiale, la production devient de l'eau minérale en 1916-1917 en raison de la guerre.
Après la fin de la Première Guerre mondiale, la brasserie reprend. Dans les années 1930 et 1960, l'entreprise est fondamentalement agrandie et modernisée. Après la nationalisation en 1972, la brasserie est incorporée en 1975 en tant que Betriebsteil Werk Bautzen dans le VEB Dresdner Brauereien.
Après die Wende, la brasserie est reprivatisée en 1990 et modernisée les années suivantes. Depuis 2008, la brasserie est exploitée sous le nom de Böhmisch Brauhaus Großröhrsdorf GmbH.

## Production
- Böhmisch Brauhaus Pilsner
- Böhmisch Brauhaus Eisbier
- Böhmisch Brauhaus Edel Sünde (Schwarzbier)
- Böhmisch Brauhaus Bockbier (saison)
- Böhmisch Brauhaus Helles Vollbier